# Autostrada AP-4 (Hiszpania)
Autostrada AP-4 (hiszp. Autopista AP-4), także Autopista del Sur (Autostrada południowa) – autostrada w Hiszpanii w ciągu trasy europejskiej E5.
Droga łączy Sewillę z Kadyksem przebiegając w pobliżu miejscowości Jerez de la Frontera. Umożliwia dojazd ze stolicy Andaluzji na południowy kraniec Półwyspu Iberyjskiego, na Gibraltar, Costa del Sol oraz do portowego miasta Algeciras.

## Trasa europejska
Na odcinku od węzła Sewilla do węzła El Puerto de Santa María/Chiclana de la Frontera śladem autostrady biegnie trasa europejska E5.